# Tomás Alcoverro
Tomás Alcoverro (Barcelona; 4 de noviembre de 1940) es un periodista español.

## Trayectoria
Corresponsal en Oriente Medio del diario catalán La Vanguardia desde 1970.
También ha sido corresponsal en París y Atenas. Licenciado en Derecho y Periodismo, ha colaborado desde muy joven en Revista de Badalona, Conciencia, Destino, Ínsula, Correo Catalán y ABC. Anteriormente fue profesor ayudante de derecho Internacional en la Universidad de Barcelona.
Desde 1970 reside en Beirut, desde donde ha publicado más de siete mil crónicas para la sección de Internacional de La Vanguardia. Ha vivido en primera persona las guerras libanesas entre 1975 y 1990, la guerra del Líbano de 1982, la ocupación turca de Chipre, la guerra entre Irak e Irán, las guerras contra el régimen de Sadam Huseín, las intifadas palestinas, los golpes de Estado, y la revolución islámica de Irán. Fue uno de los pocos corresponsales occidentales que permaneció en los barrios del Oeste de Beirut durante el tiempo del terror. También ha podido cubrir acontecimientos relacionados con personajes históricos realmente importantes, como son el entierro de Gamal Abdel Nasser o la llegada del imán Ruhollah Jomeini a Teherán.
Alcoverro, que ha publicado alrededor de siete mil crónicas, es autor del libro 'El Decano', editado por Planeta, en el que recoge una selección de sus artículos. Tras él publicó 'Espejismos de Oriente', que recoge una buena parte de sus trabajos difundidos en este blog. Con Pilar Rahola ha publicado 'Atrapados en la discordia', un libro de conversaciones sobre el conflicto palestino-israelí editado también por Destino.
En otoño de 2011 se difundió en TV3 un documental de la serie 'Sin ficción', dedicado a su trabajo bajo el título: 'Tomás Alcoverro entre Oriente y Occidente', y en diciembre del mismo año fue galardonado con el premio Miquel Armengol de Ràdio Molins de Rei. En diciembre del 2012 fue condecorado en la embajada de España en Beirut con la Ecomienda de número de la Orden del Mérito Civil.
El 9 de mayo de 2014 fue invitado por la Universidad de Stanford en su ciclo de conferencias sobre 'Literatura y periodismo', donde habló del "Corresponal como escritor". Además, ha pronunciado conferencias en varias ciudades españoles y también en capitales del Oriente Medio como Beirut, Damasco, El Cairo y Amán.
En el año 2017 dio a la imprenta '¿Por qué Damasco?', sobre la Guerra de Siria, del que ya se han publicado cuatro ediciones, y en el año 2018 'La noria de Beirut'. En 2019 publica su primera obra en catalán, "Un barceloní a Beirut".
Posteriormente, fue editado el libro “Tot està per dir” en catalán, en colaboración con Plàcid Garcia-Planas en la editorial Pòrtic, además más tarde el libro fue editado también en castellano. Se trata de una obra sobre todo autobiográfica, en la que narra su vida de unos años como corresponsal de La Vanguardia en Beirut, más tarde París y Atenas. Alcoverro no solo ha trabajo en Oriente Medio, sino también durante dos años y medio en París. A lo largo de su estancia en la capital francesa informó de la difícil negociación entre el gobierno español y el presidente en el exilio de la Generalitat, Josep Tarradelles, y cubrió también el histórico regreso del mandatario catalán a Barcelona, que ha pasado a la historia con la famosa frase de “Ja sóc aquí”. Alcoverro ha contado, a propósito de este acontecimiento, su frustración; porque, debido a que no tenía la acreditación necesaria para cubrir este acto, no pudo asistir en el Palacio de la Generalitat a su famosa declaración.
En 1979, otra vez en Oriente Medio, presenció el regreso del Iman Khomeimi de su exilio en París a Terán. Era la culminación de la revolución islámica que había emprendido años antes, y que ha tenido una gran influencia no solo en Irán, sino también en todo el Oriente Medio. Pese a que se trataba de un movimiento revolucionario persa; es decir, no árabe, contra el régimen del sha reza pahleví, basado sobre la comunidad musulmana chií, que influyó en todo el mundo musulmán de los países del Oriente Medio. La historia cambió completamente, la revolución islámica chií ha influido y sigue influyendo en todo los países musulmanes, aunque sobre todo árabes, de todo el mundo. Los Estados Unidos consideran que la República islámica del Irán es su principal enemigo en el mundo, después del hundimiento de la Unión soviética.
Durante los años 80, casi durante 10 años, es decir, hasta 1989, el Oriente Medio sufrió la guerra más cruenta entre Irán e Irak, en la que se calcula que murieron 1 millón de personas, esta ha sido la guerra más terrible que sufrieron estos pueblos. Alcoverro estuvo siempre en Oriente Medio, a lo largo de los posteriores acontecimientos, como por ejemplo, la invasión israelí de 1982 contra las guerrillas palestinas que había en el Líbano, dirigidas por Yasser Arafat. Dicha invasión fue un acontecimiento histórico, pues representó la derrota de las guerrillas palestinas por el ejército israelí. Asimismo, una de sus mayores consecuencias fue abrir el capítulo de los acuerdos de paz entre palestinos e israelís, tras los acuerdos de Oslo entre la OLP e Israel, que permitieron el retorno de la autoridad nacional palestina a sus territorios de origen y la difícil convivencia entre los nacionalistas palestinos y el estado judío de Israel.
Otro acontecimiento muy importante que cubrió Alcoverro, años después, fueron las llamadas “primaveras árabes”, en las que varios movimientos populares árabes derrocaron a los regímenes de Egipto, Libia e hicieron cambiar la historia. Estas “primaveras árabes”, no obstante, no fueron tan claras, ya que estaban influidas por intereses tanto de monarquías árabes como Arabia Saudí o Catar, como de intereses occidentales. Alcoverro fue de los pocos periodistas que consideraron, las “primaveras árabes”, de una manera menos optimista, explicando que estaban muy influidas por gobiernos árabes del golfo, sobre todo por Catar y Arabia Saudí y también por gobiernos occidentales. Sin embargo, esto le valió, a Alcoverro, muchas críticas en el mundo periodístico. Las llamadas “primaveras árabes”, únicamente consiguieron, una vez consumadas las derrotas de los regímenes dictatoriales de Egipto, Libia y Túnez (el último fue el primer objetivo de estas revoluciones pese a ser el gobierno árabe más abierto, ya que su presidente Burguiba había prohibido la poligamia y había intentado liberalizar el país), el empeoramiento de la situación de sus pueblos. Alcoverro siempre creyó que este movimiento no era tan espontáneo como se había presentado y que estaba muy influido por países occidentales y árabes.
El resultado en todos estos países fue un fracaso terrible y hoy sus poblaciones viven en condiciones peores que antes de estos movimientos que se pretendía que fueran muy espontáneos. Alcoverro fue a menudo criticado por su opinión de esta explosión popular que, lamentablemente, no ha servido para mejorar las condiciones de estos países, en los que cada vez los jóvenes sufren más la degradación de la situación económica y de la falta de libertad. De modo que, el Oriente Medio actual vive en circunstancias mucho más desesperantes que antes y esta frustración es sobre todo sentida entre la enorme juventud de los países árabes.
Tomás Alcoverro con 50 años de corresponsalía en los países de Oriente Medio, insiste siempre en que “aquel que cree que entiende algo del Oriente Medio es porque se lo han explicado mal”.

## Premios
Condecorado con la Encomienda de la Orden de Isabel la Católica (en su máximo grado de comendador) y de la Creu de Sant Jordi, ha obtenido los premios de periodismo Godó, Gaziel, Cirilo Rodríguez, y Ortega y Gasset, este último compartido con los demás corresponsales españoles destacados en Bagdad durante la invasión estadounidense de 2003. También ha recibido el premio Internacional de Periodismo Manuel Vázquez Montalbán en el año 2006.
En 2010 recibió el premio Ploma d'Or al reconocimiento de una trayectoria periodística concedido por la Facultad de Ciencias de Comunicació de la Universidad Autónoma de Barcelona.
Alcoverro fue en el verano de 2010, comisario de una exposición fotográfica sobre el Mediterráneo, organizada por el Iemed en el Palau Robert de Barcelona. En el invierno del mismo año fue galardonado con el premio de periodismo Liberpress.
En 2010 obtuvo un nuevo galardón del Club Internacional de Prensa de Madrid por su relevante carrera periodística; en el verano de 2012 recibió la Encomienda de Número de la Orden del Mérito Civil; en 2014 fue galardonado por el 'Memorial Joan Gomis' por su trayectoria profesional.
En el año 2015 recibió la medalla de la Fundación Olof Palme, y en junio de 2016 el Premi del Valor del Periodisme Sense Fronteres del Consell de l’Advocacia Catalana, entre otros galardones más. Además, en el año 2022 fue reconocido como hijo predilecto de los ayuntamientos tanto de Molins de Rei y Gandesa.

## Obra literaria
- "El Decano. 07/03/2006 Editorial Planeta.
- "Espejismos de Oriente" 14/04/2007 Ediciones Destino.
- "Atrapados en la discordia" 23/06/2009 Ediciones Destino.
- "La historia desde mi balcón" 24/05/2011 Ediciones Destino.
- "¿Por qué Damasco?" 07/03/2017  Editorial Diëresis.
- "La noria de Beirut" 02/04/2018 Editorial Diëresis.
- "Un barceloní a Beirut" 05/09/2019 Editorial Diëresis.
- "Tot està per dir" 01/2023 Editorial Pòrtic.